# Non, nisi parendo, vincitur
 Non, nisi parendo, vincitur  лат. (изговор: нон, ниси парендо, винцитур). Побјеђује се, али само покоравањем. (Френсис Бекон)

## Поријекло изрека
Изговорио Франсис Бејкон, енгл. Francis Bacon енглески филозоф, државник и есејиста у смјени шеснаестог и седамнаестог вијека.

## Тумачење
Природа се не може побиједити. Њу се само може разумијети и њој сагласити. То безусловно покоравање је једина могућа побједа над природом.

## Иста мисао другачије
Naturam expellas furca, tamen usque recurret, ако и  вилама отјераш оно што је  природно оно ће се ипак стално враћати. (Хорације)